# Giả định bệnh hiếm
Giả định bệnh hiếm gặp là một giả định toán học trong nghiên cứu bệnh chứng dịch tễ học, trong đó giả thuyết được đưa ra để kiểm tra mối liên hệ giữa yếu tố phơi nhiễm và bệnh tật. Người ta cho rằng, nếu tỷ lệ mắc bệnh thấp, thì tỷ số chênh sẽ tiệm cận tới tỷ số nguy cơ.
Các nghiên cứu bệnh chứng tương đối rẻ tiền và ít tốn thời gian hơn so với nghiên cứu đoàn hệ.    Vì các nghiên cứu bệnh chứng không theo dõi bệnh nhân theo thời gian, nên không thể thiết lập nguy cơ tương đối. Tuy nhiên, nghiên cứu bệnh chứng có thể tính toán tỷ số chênh - phơi nhiễm về mặt toán học, được cho là tiệm cận đến nguy cơ tương đối khi tỷ lệ lưu hành giảm.
Một số tác giả cho rằng nếu tỷ lệ lưu hành là 10% hoặc nhỏ hơn, thì bệnh có thể được xem là đủ hiếm để cho phép giả định bệnh hiếm. Nhưng thật không may, độ rộng của sự khác biệt giữa tỷ số chênh và nguy cơ tương đối không chỉ phụ thuộc vào tỷ lệ lưu hành mà còn ở một mức độ lớn hơn, ở hai yếu tố khác.
Ví dụ sau đây sẽ minh họa rõ ràng khó khăn này. Hãy xem xét một bảng tiêu chuẩn cho thấy mối liên hệ giữa hai biến nhị phân có tần số a = dương tính thật = 49,005,929, b = dương tính giả = 50,994,071, c = âm tính giả = 50,994,071 và d = âm tính thật= 849,005,929. Trong trường hợp này, tỷ số chênh (OR) bằng 16 và nguy cơ tương đối (RR) bằng 8,65. Mặc dù tỷ lệ lưu hành trong ví dụ của chúng ta bằng 10%, nhưng vẫn rất khó áp dụng giả định bệnh hiếm vì OR và RR khó có thể được coi là gần bằng nhau. Tuy nhiên, trong ví dụ này, căn bệnh này không đặc biệt "hiếm"; giá trị tỷ lệ lưu hành 10% có nghĩa là cứ 10 người thì có một người mắc. Khi tỷ lệ lưu hành giảm xuống càng thấp, OR sẽ càng tiệm cận đến RR. Đây là một trong những khía cạnh rắc rối nhất của giả định bệnh hiếm, vì không có tỷ lệ lưu hành dưới ngưỡng mà bệnh được coi là "hiếm", và do đó không có hướng dẫn chặt chẽ để xác định khi nào giả định được áp dụng. 
|      | Dương tính | Âm tính     |
| Thật | 49.005.929 | 849.005.929 |
| Giả  | 50,994,071 | 50,994,071  |